# Монако навсегда
«Монако навсегда» (англ. Monaco forever) — комедийный фильм 1984 года, одна из первых ярких эпизодических ролей Жан-Клода Ван Дамма в кино.

## Сюжет
Американский вор Майкл, специализирующемся на краже драгоценностей, путешествует по Ривьере и планирует ограбить ювелирный магазин в Монако. По пути ему встречаются экстравагантные и странные личности: молодой гей-каратист (Жан-Клод Ван Дамм), две легкомысленные молодые женщины лёгкого поведения, богатая женщина-нацистка.

## В ролях
- Жан-Клод Ван Дамм — каратист-гей
- Сидни Лэссик — американский турист